# Bosta
Bosta (horvátul: Boštin) község Baranya vármegyében, a Pécsi járásban. A megye aprófalvai közül is a legkisebbek közé tartozik.

## Fekvése
Pécs déli agglomerációjában terül el, a város központjától mintegy 17 kilométerre délre, Harkánytól pedig körülbelül 15 kilométerre északra. Mindössze négy települési szomszédja van: kelet felől Szalánta, dél felől Garé, délnyugat felől Szőke, északnyugat felől pedig Szilvás.

### Megközelítése
Legfontosabb közúti megközelítési útvonala a térség városai és az ország távolabbi részei felől egyaránt a Pécs-Harkány-Drávaszabolcs közt húzódó 58-as főút; a határait ugyan nem lépi át, de alig két kilométerre keletre húzódik tőle. Az ide utazóknak Szalánta északi szélénél kell letérniük az 5828-as útra, amelyről az 58 155-ös számú mellékút vezet a község központjába.
Szomszédai közül Szőkével és Szilvással ugyancsak az 5828-as út kapcsolja össze, Garéval viszont csak változó minőségű erdei utak, köztük az az út, amely a déli határszéle közelében létesült veszélyeshulladék-lerakó elérhetőségét is biztosítja.

## Címere
Bosta címere fehér alapú pajzs. A címer alsó részén két zöld domb látható ill. a Bosta-patakot jelképező kék hullámok. A címer bal felső részén a falu haranglábja látható, míg a jobb felső részén egy stilizált sárga búzakalászt.

## Története
Bosta Árpád-kori település nevét 1192-ben említik egy oklevélben Bosta néven, majd 1290 körül Busca, 1332-ben Bosta formákban. 1192-ben és 1230-ban Szilvás határjárásában tűnt fel. 1290 táján a pécsi káptalan által állított egyházi nemes tanúk között szerepel egy Bostára való Bodor nevű személy, aki 1332-ben királyi ember volt.
Az 1980-as években a garéi hulladéklerakó vegyi anyagai beszennyezték a környék földjeit.

## Közélete

### Polgármesterei
| Időszak   | Név                       | Jelölő szervezet |
| --------- | ------------------------- | ---------------- |
| 1990–1994 | Malovesz Ferenc           | független        |
| 1994–1998 | Györki Judit              | független        |
| 1998–2002 | Györki Judit              | független        |
| 2002–2006 | Kazsóki Ignác             | független        |
| 2006–2010 | Kazsóki Ignác             | független        |
| 2010–2014 | Kazsóki Ignác             | független        |
| 2014–2015 | Kazsóki Ignác             | független        |
| 2015–2019 | Németh Tamás              | független        |
| 2019–2020 | Németh Tamás              | független        |
| 2020–2024 | Szegediné Palotai Valéria | független        |
| 2024–2025 | Szegediné Palotai Valéria | független        |

A településen 2015. december 6-án időközi polgármester-választást tartottak, az előző polgármester halála miatt.
Ugyancsak időközi választást kellett tartani Bostán 2020. október 4-én, de ezúttal az egy évvel korábban megválasztott polgármester 2020. július 3-i lemondása okán.

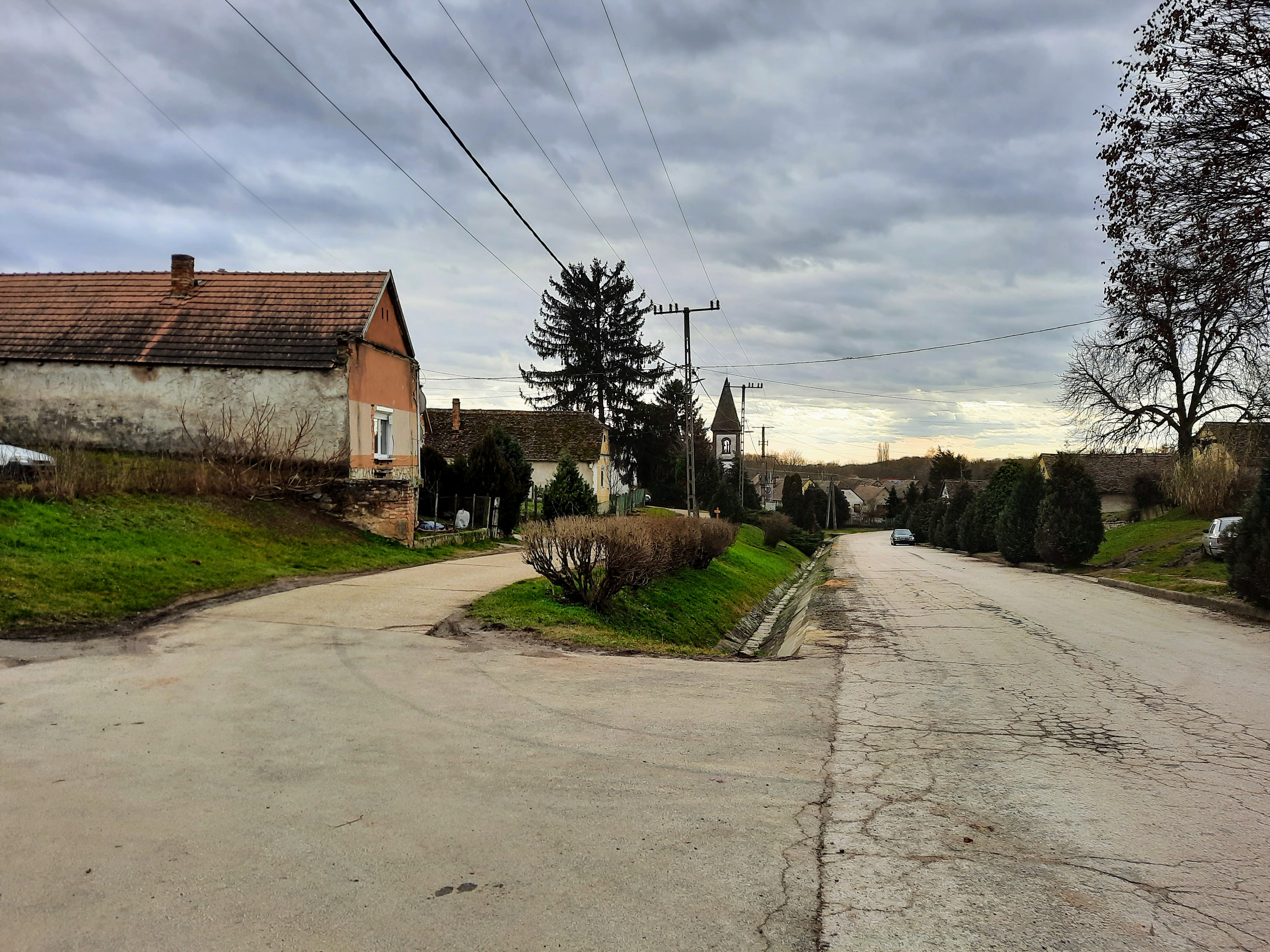
Kodály Zoltán utca

2025. augusztus 24-én ismét időközi polgármester-választást (és képviselő-testületi választást) kell majd tartani a községben, ezúttal az előző képviselő-testület néhány hónappal korábban kimondott feloszlása miatt.

## Népesség
A település népességének változása:
| Lakosok száma | 132  | 138  | 132  | 143  | 128  | 123  | 120  | 116  | 121  |
|               | 2013 | 2014 | 2015 | 2018 | 2019 | 2021 | 2022 | 2023 | 2024 |

A 2011-es népszámlálás során a lakosok 95,7%-a magyarnak, 33,3% cigánynak, 2,2% németnek mondta magát (3,6% nem nyilatkozott; a kettős identitások miatt a végösszeg nagyobb lehet 100%-nál). A vallási megoszlás a következő volt: római katolikus 66,7%, református 1,4%, felekezeten kívüli 16,7% (12,3% nem nyilatkozott).
2022-ben a lakosság 90%-a vallotta magát magyarnak, 45,8% cigánynak, 1,7% egyéb, nem hazai nemzetiségűnek (10% nem nyilatkozott; a kettős identitások miatt a végösszeg nagyobb lehet 100%-nál). Vallásuk szerint 44,2% volt római katolikus, 3,3% görög katolikus, 0,8% református, 0,8% egyéb katolikus, 7,5% felekezeten kívüli (43,3% nem válaszolt).